# Orthotrichia kalengiensis
Orthotrichia kalengiensis är en nattsländeart som beskrevs av Statzner 1977. Orthotrichia kalengiensis ingår i släktet Orthotrichia och familjen smånattsländor. Inga underarter finns listade i Catalogue of Life.